# Phoenix Suns 2008-2009
La stagione 2008-09 dei Phoenix Suns fu la 41ª nella NBA per la franchigia.
I Phoenix Suns arrivarono secondi nella Pacific Division della Western Conference con un record di 46-36, non qualificandosi per i play-off.

## Roster
| N° | Naz.                               | Ruolo | Sportivo          | Anno | Alt. | Peso |
| -- | ---------------------------------- | ----- | ----------------- | ---- | ---- | ---- |
| 1  | Stati Uniti (bandiera)             | AC    | Amar'e Stoudemire | 1982 | 208  | 111  |
| 2  | Slovenia (bandiera)                | G     | Goran Dragić      | 1986 | 193  | 82   |
| 3  | Francia (bandiera)                 | AC    | Boris Diaw        | 1982 | 203  | 98   |
| 3  | Stati Uniti (bandiera)             | A     | Jared Dudley      | 1985 | 201  | 102  |
| 4  | Stati Uniti (bandiera)             | C     | Courtney Sims     | 1983 | 208  | 111  |
| 4  | Stati Uniti (bandiera)             | A     | Stromile Swift    | 1979 | 206  | 102  |
| 10 | Brasile (bandiera)                 | G     | Leandro Barbosa   | 1982 | 191  | 80   |
| 11 | Stati Uniti (bandiera)             | G     | Dee Brown         | 1984 | 183  | 84   |
| 13 | Canada (bandiera)                  | G     | Steve Nash        | 1974 | 191  | 88   |
| 14 | Stati Uniti (bandiera)             | G     | Sean Singletary   | 1985 | 183  | 84   |
| 15 | Stati Uniti (bandiera)             | C     | Robin Lopez       | 1988 | 213  | 116  |
| 17 | Stati Uniti (bandiera)             | A     | Lou Amundson      | 1982 | 206  | 102  |
| 19 | Isole Vergini Americane (bandiera) | G     | Raja Bell         | 1976 | 196  | 93   |
| 22 | Stati Uniti (bandiera)             | A     | Matt Barnes       | 1980 | 201  | 107  |
| 23 | Stati Uniti (bandiera)             | G     | Jason Richardson  | 1981 | 198  | 100  |
| 29 | Stati Uniti (bandiera)             | A     | Alando Tucker     | 1984 | 198  | 93   |
| 32 | Stati Uniti (bandiera)             | C     | Shaquille O'Neal  | 1972 | 216  | 147  |
| 33 | Stati Uniti (bandiera)             | A     | Grant Hill        | 1972 | 203  | 102  |

## Staff tecnico
- Allenatori: Terry Porter (28-23) (fino al 16 febbraio)[1], Alvin Gentry (18-13)
- Vice-allenatori: Bill Cartwright, Alvin Gentry (fino al 16 febbraio), Igor Kokoškov, Dan Majerle
- Preparatore atletico: Aaron Nelson